# I-68/I-168
I-68/I-168 — підводний човен Імперського флоту Японії, який взяв участь у бойових діях Другої світової війни. Споруджений як І-68, корабель 20 травня 1942-го був перейменований на І-168, щоб звільнити нумерацію для нових крейсерських підводних човнів (так само вчинили щодо всіх субмарин KD типів).

## Довоєнна служба
І-68 став першим човном типу KD6 (підтипу KD6A). Однією з відмінностей від попереднього типу KD5 була суттєво збільшена потужність дизелів — з 4,5 МВт до 6,7 МВт, що дало змогу підвищити максимальну швидкість надводного ходу з 20 до 23 вузлів. Також на 6000 км зросла дальність плавання економічним ходом. Корпус нового типу був довший на 7 метрів.
І-68 спорудили у 1934 році на верфі ВМФ у Куре та включили до 12-ї дивізії підводних човнів.

## Перший похід
11 листопада 1941-го в межах підготовки до війни с США І-68 вийшов з японського порту Саєкі (острів Кюсю) на атол Кваджелейн (Маршаллові острови). 23 листопада І-68 рушив далі до Гавайських островів та 7 грудня перебував за кілька десятків кілометрів на південний захід від острова Оаху, маючи завдання атакувати кораблі, які спробують покинути район головної бази Тихоокеанського флоту США.
У ніч проти 8 грудня 1941-го І-68 наблизився до гавані Перл-Гарбору, щоб сприяти в пошуках екіпажів диверсійних мінісубмарин, які запускались з інших човнів угруповання. Витративши деякий час на пошуки диверсантів (можливо відзначити, що у підсумку жоден з них не зміг повернутись із рейду), човен продовжив бойове патрулювання.
До 13 грудня 1941-го І-68 близько двох десятків разів ставав ціллю для атак глибинними бомбами, при цьому остання з них призвела до пошкодження акумуляторних батарей та протікання в торпедному відсіку. Зваживши на останнє, командир човна 17 грудня вирішив повертатись на базу і 28 числа човен прибув на Кваджелейн.
31 грудня 1941 — 9 січня 1942 І-68 здійснив перехід до Куре для ремонту.

## Другий похід
23 травня 1942-го човен, тепер вже як І-168, вийшов у море в межах операції, спрямованої на оволодіння атолом Мідвей. Він мав завдання провести розвідку самого Мідвею, а також атола Куре, що лежить за сотню кілометрів на захід. 31 травня І-168 рекогносцирував останній, 2 червня спостерігав у перископ за Мідвеєм, а в наступні два дні обходив цей атол, повідомляючи флоту дані про погоду.
У битві 4—5 червня японський флот зазнав катастрофічних втрат, при цьому ввечері 4 числа на І-168 надійшов наказ провести артилерійський обстріл аеродрому на одному з островів атола Мідвей. Незадовго після опівночі човен сплив на поверхню за кілометр від атола та відкрив вогонь із палубної гармати. Він встиг випустити лише шість снарядів (і не досяг жодного влучання), після чого був змушений зануритись через вогонь берегових батарей. Патрульний корабель також провів атаку глибинними бомбами, проте вона виявилась безрезультатною.
Вранці 5 червня на І-168 надійшов наказ атакувати пошкоджений авіаносець USS Yorktown, виявлений розвідувальним літаком одного з японських крейсерів. Під час руху в надводному положенні до району перебування авіаносця японську субмарину атакував патрульний летючий човен «Каталіна», проте І-168 зміг зануритись та не зазнав пошкоджень.
Вночі 6 червня командир І-168 помітив на відстані близько двох десятків кілометрів Yorktown, який повільно пересувався на буксирі у тральника, а за дві години зустрів есмінці ескорту. Човен занурився та почав наближатись до своєї цілі дуже малим ходом — лише 3 вузли, що дозволило непомітно прослизнути через лінію кораблів ескорту. Пройшло більш як сім годин, перш ніж І-168 зайняв позицію для атаки менш ніж за два кілометри від Yorktown та двічі випустив по дві торпеди. Найперша торпеда уразила есмінець USS Hammann, який стояв побіч з авіаносцем та надавав йому допомогу. Есмінець затонув лише за 4 хвилини (загинув 81 член екіпажу). Ще дві торпеди уразили Yorktaun, проте не призвели до швидкої загибелі корабля, а навіть зменшили його крен.
Проти І-168 розпочалась контратака глибинними бомбами, човен зазнав значних пошкоджень, екіпаж був вимушений одягнути протигази через виділення хлору з акумуляторних батарей. За три години після випуску торпед ситуація на борту стала критичною і командир І-168 вирішив сплисти на поверхню, щоб прийняти останній бій. Втім, після переходу у надводне положення виявилось, що есмінці наразі перебувають майже за десять кілометрів, і човен почав відхід із максимально доступною на той момент швидкістю у 14 вузлів. Втім, загроза для І-168 все ще існувала, в якийсь момент один з есмінців наблизився на 5 км, супроводжуючи свій прохід періодичними гарматними пострілами. Оскільки аварійний ремонт електродвигунів дав результати, командир човна вирішив зануритись. Лише через 13 годин після атаки загроза для І-168 остаточно минула, що дозволило човну вирушити у зворотній шлях до Японії. При цьому Yorktown тримався на воді понад 16 годин після влучання торпед І-168, але все-таки в підсумку затонув 7 червня.
19 червня 1942-го І-168 прибув до Йокосуки, після чого до кінця серпня проходив ремонт у Сасебо.

## Участь в кампанії на Соломонових островах
За кілька тижнів до завершення ремонту І-168 союзники висадились на сході Соломонових островів, що започаткувало шестимісячну битву за Гуадалканал. Як наслідок, 18 вересня 1942-го І-168 разом зі ще сімома підводними човнами своєї 3-ї ескадри прибув на атол Трук у центральній частині Каролінських островів (тут ще до війни створили потужну базу японського ВМФ, з якої до лютого 1944-го провадились операції у цілому ряді архіпелагів). Два місяці І-168 перебував у південно-східному секторі фронту, а 18 листопада 1942-го прибув до Куре для докового ремонту.
15—22 грудня 1942-го І-168 знову здійснив перехід на Трук. На цей момент через несприятливий перебіг битви за Гуадалканал японці були змушені активно залучати підводні човни до постачання угруповання на острові. У межах таких операцій І-168 1 січня 1943-го доставив на Гуадалканал 15 тонн припасів, проте через появу патрульних катерів не зміг передати за призначенням близько 40 % вантажу. 3 січня човен прибув до якірної стоянки Шортленд (прикрита групою невеликих островів Шортленд акваторія біля південного завершення острова Бугенвіль, де зазвичай відстоювались бойові кораблі та перевалювались вантажі для подальшої відправки далі на схід Соломонових островів), наступної доби рушив звідси та 7 січня повернувся на Трук. Того ж дня він розпочав повернення до Японії і 14 січня прибув до Куре.

## Походи на Алеутські острови
5—10 березня 1943-го І-168 пройшов до острова Парамушир (Курильські острови), звідки вийшов 13 числа для постачання амуніції та продовольства японським гарнізонам на Алеутських островах. 15 березня човен доправив частину вантажу на острів Атту, після чого рушив далі. На виході з Атту по ньому випустив три торпеди американський підводний човен S-32, проте жодна не влучила в ціль. 17 березня І-168 вивантажив на Кисці іншу частину припасів та відбув для патрулювання в районі на південь від острова Амчитка, яке тривало до кінця місяця. 1 квітня човен зайшов на Киску, прийняв на борт хворих військовослужбовців, а 4 квітня повернувся на Парамушир.
10 квітня 1943-го І-168 розпочав новий рейс на Алеути, під час якого доправив вантажі на Атту та Киску (12 та 19 квітня відповідно), а у проміжку між цими подіями додатково заходив на Атту, щоб забрати звідти ряд старших офіцерів. 9 травня човен прибув до Йокосуки.

## Останній похід
12—22 липня 1943-го І-168 знову пройшов з Куре на Трук. 25 липня човен вирушив до Рабаулу — головної передової бази в архіпелазі Бісмарка, з якої здійснювались операції на Соломонових островах та сході Нової Гвінеї.
Надвечір 27 липня на півночі моря Бісмарка за сотню кілометрів на південний захід від острова Новий Ганновер І-168 виявив американський підводний човен «Скемп», який перебував у надводному положенні. З японського корабля випустили по ньому кілька торпед, проте «Скемп» встиг екстрено зануритись, і вони пройшли над ним. Невдовзі після цього американський човен сплив на перископну глибину та виявив І-168 у надводному положенні. «Скемп» дав залп із 4 торпед та потопив І-168, загинули всі 97 членів екіпажу.

## Бойовий рахунок
| Дата       | Назва    | Тип                             | Тоннаж | Місце            |
| 06.06.1942 | Hammann  | есмінець                        | 1570   | 30°36'N 176°34'W |
| 07.06.1942 | Yorktown | авіаносець (спільно з авіацією) | 19875  | 30°36'N 176°34'W |